# Urinatrema
Urinatrema är ett släkte av plattmaskar. Urinatrema ingår i familjen Steganodermatidae.
Kladogram enligt Catalogue of Life:
| Urinatrema | \| \| Urinatrema aspinosum \| \| \| \| \| \| Urinatrema hirudinaceum \| \| \| \| |
|            | \| \| Urinatrema aspinosum \| \| \| \| \| \| Urinatrema hirudinaceum \| \| \| \| |
|            | Brachyenteron                                                                    |
|            |                                                                                  |
|            | Deretrema                                                                        |
|            |                                                                                  |
|            | Hudsonia                                                                         |
|            |                                                                                  |
|            | Lepidophyllum                                                                    |
|            |                                                                                  |
|            | Proctophantastes                                                                 |
|            |                                                                                  |
|            | Pseudochetosoma                                                                  |
|            |                                                                                  |
|            | Steganoderma                                                                     |
|            |                                                                                  |
|            | Urinatrema aspinosum                                                             |
|            |                                                                                  |
|            | Urinatrema hirudinaceum                                                          |
|            |                                                                                  |

|  | Urinatrema aspinosum    |
|  |                         |
|  | Urinatrema hirudinaceum |
|  |                         |